# 1987年の文学
1987年の文学（1987ねんのぶんがく）では、1987年（昭和62年）の文学に関する出来事について記述する。

## できごと
- 1月16日 - 第96回芥川龍之介賞・直木三十五賞（1986年下半期）の選考委員会開催。
- 2月5日 - 磯田光一が死去。
- 4月5日 - 中里恒子が死去。
- 5月8日 - 俵万智の歌集『サラダ記念日』が河出書房新社より刊行される。同書は1987年年間ベストセラーの総合1位を記録した[1]。
- 7月12日 - 臼井吉見が死去。
- 7月15日 - 富士正晴が死去。
- 8月5日 - 澁澤龍彦が死去。
- 8月18日 - 深沢七郎が死去。
- 9月1日 - 三島由紀夫賞が創設される。
- 9月4日 - 村上春樹の『ノルウェイの森』が講談社より発売される[2]。同書は1987年年間ベストセラーの総合9位、1988年年間ベストセラーの総合2位、1989年年間ベストセラーの総合9位を記録した[1][3][4]。
- 9月14日 - 第6回海燕新人文学賞の選考会開催。村上政彦と吉本ばななが受賞。
- 12月29日 - 石川淳が死去。

## 賞

### 芥川賞・直木賞
第96回（1986年下半期）
- 芥川賞 - 該当作なし
- 直木賞 - 逢坂剛『カディスの赤い星』、常盤新平『遠いアメリカ』

第97回（1987年上半期）
- 芥川賞 - 村田喜代子『鍋の中』
- 直木賞 - 白石一郎『海狼伝』、山田詠美『ソウル・ミュージック・ラバーズ・オンリー』

### 国内のその他の賞
- 谷崎潤一郎賞（第23回） - 筒井康隆『夢の木坂分岐点』
- 泉鏡花文学賞（第15回） - 倉橋由美子『アマノン国往還記』、朝稲日出夫『シュージの放浪』
- 群像新人文学賞（第30回） -  下井葉子『あなたについて　わたしについて』、鈴木隆之『ポートレイト・イン・ナンバー』
- 野間文芸新人賞（第9回） - 新井満『ヴェクサシオン』
- 海燕新人文学賞（第6回） -  村上政彦『純愛』、吉本ばなな『キッチン』

## 1987年の本

### 小説
- 干刈あがた 『黄色い髪』（朝日新聞社）
- 村上春樹 『ノルウェイの森』（講談社）
- 村田喜代子 『鍋の中』（文藝春秋）
- 松浦理英子 『ナチュラル・ウーマン』（トレヴィル）
- 山田詠美 『ソウル・ミュージック・ラバーズ・オンリー』（角川書店）
- 山田太一 『異人たちとの夏』（新潮社）

### その他
- 江藤淳 『批評と私』（新潮社）
- 俵万智 『サラダ記念日』（河出書房新社）
- 筒井康隆 『日日不穏』（中央公論社）
- 村上春樹 『THE SCRAP 懐かしの一九八〇年代』（文藝春秋）
- 村上春樹・安西水丸 『日出る国の工場』（平凡社）

## 死去
- 1月13日 - 橋本福夫、兵庫県出身のアメリカ文学者・翻訳家。80歳没。
- 1月21日 - 梶原一騎、日本の漫画原作者。50歳没。
- 2月2日 - アリステア・マクリーン、スコットランド出身の小説家。64歳没。
- 2月5日 - 磯田光一、日本の文芸評論家。56歳没。
- 4月5日 - 中里恒子、日本の小説家。77歳没。
- 4月19日 - 長谷川四郎、日本の小説家・翻訳家。77歳没。
- 5月19日 - ジェイムズ・ティプトリー・Jr.、米国の作家。71歳没。
- 6月6日 - 森茉莉、日本の小説家・随筆家。84歳没。
- 7月9日 - 千葉敦子、日本のノンフィクション作家。46歳没。
- 7月12日 - 臼井吉見、日本の文芸評論家、小説家。82歳没。
- 8月5日 - 澁澤龍彦、日本の小説家。59歳没。
- 8月18日 - 深沢七郎、山梨県出身の小説家・ギタリスト。73歳没。
- 10月18日 - 朱牟田夏雄、日本の英文学者・翻訳家。81歳没。
- 11月30日 - ジェイムズ・ボールドウィン、米国の小説家・公民権運動家。63歳没。
- 12月29日 - 石川淳、日本の小説家。88歳没。